# Атамант

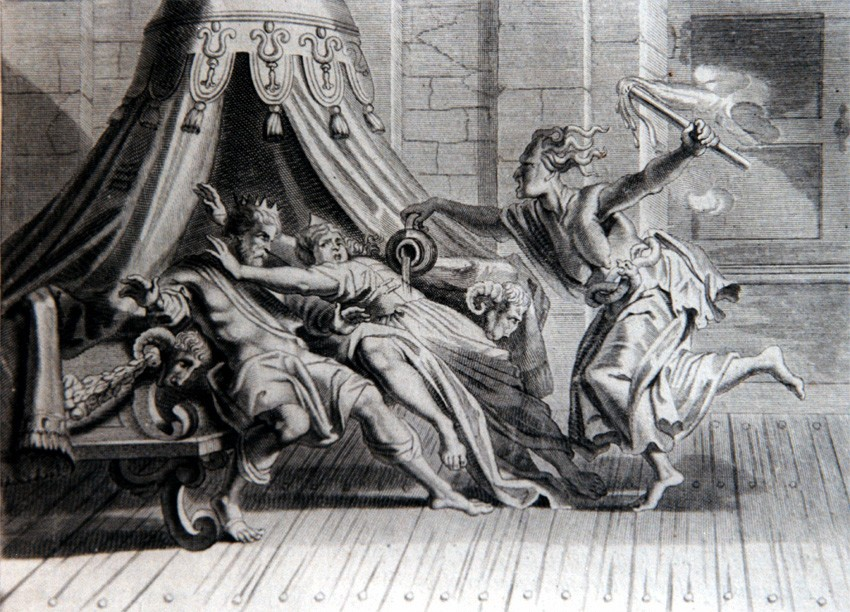
Тісіфона зводить з розуму Атаманта та Іно

Атама́нт (грец. Αθάμας) — у давньогрецькій міфології син Еола, царя Фессалії, й Енарети (за іншою версією Зевксіппи), володар частини Беотії[уточнити], засновник Галіарта і Коронеї; коханець богині хмар Нефели, яка народила від нього Фрікса й Геллу.
Кадмова дочка Іно, з якою Атамант одружився пізніше, народила Леарха, Мелікерта й Евріклею. За те, що Іно вигодувала Діоніса, Гера наслала на Атаманта божевілля, у нападі якого він убив свого сина Леарха й посягнув на життя Іно та Мелікерта.